# Ktyr kerzhneri
Ktyr kerzhneri är en tvåvingeart som först beskrevs av Pavel Lehr 1972.  Ktyr kerzhneri ingår i släktet Ktyr och familjen rovflugor. Inga underarter finns listade i Catalogue of Life.